# Siglo XX
La mina Siglo XX és una mina d'estany que es troba a la localitat de Llallagua, a Bolívia, a la província de Rafael Bustillo, al Departament de Potosí. Juntament amb la mina Catavi, és part d'un complex miner.

## Història
Va ser adquirida en la dècada de 1910 per Simón Iturri Patiño, el conegut com a "Rei de l'estany". La mina va ser nacionalitzada després del "Movimiento Nacionalista Revolucionario" de 1952, quan la junta militar va ser enderrocada. Tant Siglo XX com altres mines van ser col·locades sota el control d'una nova agència estatal, la "Corporació Minera de Bolívia" (COMIBOL). El complex Catavi-Siglo XX es va convertir en el major component de la COMIBOL.
El 24 de juny de 1967, les tropes del govern sota les ordres del general René Barrientos i una nova junta militar van marxar sobre la mina i van cometre la major massacre des treballadors en la història de Bolívia. Un dels testimonis i posteriorment exiliat, Victor Montoya, va comptabilitzar les baixes en vint morts i setanta ferits. L'incident va ser la base per al drama de 1971 del cineasta Jorge Sanjinés El coratge del poble.
El 1987, com a part d'un acord de reestructuració econòmica amb l'FMI i el Banc Mundial, el govern va tancar la producció de la mina. Actualment les operacions mineres es duen a terme per membres de diverses grans cooperatives que treballen de forma independent o en petits grups.

## Mineralogia
Molts són els minerals que es poden trobar a la mina Siglo XX. Han estat descrites més d'un centenar d'espècies minerals vàlides, d'entre les quals sis han estat descobertes a la mina.
| Nom          | Fórmula                   |
| Ferrivauxita | Fe3+Al₂(PO₄)₂(OH)₃ · 5H₂O |
| Jeanbandyita | (Fe3+,Mn2+)Sn4+(OH,O)₆    |
| Metavauxita  | Fe2+Al₂(PO₄)₂(OH)₂ · 8H₂O |
| Paravauxita  | Fe2+Al₂(PO₄)₂(OH)₂ · 8H₂O |
| Sigloïta     | Fe3+Al₂(PO₄)₂(OH)₃ · 7H₂O |
| Vauxita      | Fe2+Al₂(PO₄)₂(OH)₂ · 6H₂O |